# Imperi d'Atlantium
L'Imperi d'Atlantium és una micronació amb seu a Austràlia que va ser fundada a Sydney per George Francis Cruickshank (Jordi II). Atlantium va ser fundada el 27 de novembre de 1981 quan, en resposta a un augment percebut en les influències polítiques no desitjades, una declaració unilateral d'independència de la Commonwealth d'Austràlia es va dur a terme amb tota tranquil·litat pels residents de Sydney, George Francis Cruickshank, John Duggan Geoffrey i Duggan Marie Claire. Els tres fundadors simultàniament reclamaren un enclavament de 10 metres quadrats aproximadament - el territori provisional - localitzat al sud del suburbi de Sydney de Narwee als voltants de la ciutat de Hurstville. Cruickshank des d'allà va ser aclamat com a emperador, i va assumir el poder executiu complet, l'autoritat legislativa i judicial, com Sa Majestat Imperial Jordi II. La història posterior d'Atlantium abasta dues fases pre-re-fundació (1981-1990), i post-re-fundació (1999 -) separats per un període de latència evolutiva.